# Sárgamintás fűbagoly
A sárgamintás fűbagoly (Eremobia ochroleuca)  a rovarok (Insecta) osztályának a lepkék (Lepidoptera) rendjéhez, ezen belül a bagolylepkefélék (Noctuidae) családjához tartozó faj.

## Elterjedése
Közép- és Dél-Európában elterjedt. Az északi előfordulása Közép-Anglia, Finn-Skandinávia déli része  és Karélia. A faj déli kiterjedése eléri a Földközi-tengert, azonban hiányzik Korzikáról, Szardíniáról és a Baleár-szigetekről. Törökországtól egészen Örményországig és Iránig előfordul. Főleg a meleg lejtőket, a pusztákat kedveli.

## Megjelenése
- lepke: szárnyfesztávolsága: 30–38 mm. Az első szárnyak alapszíne fehéres-sárgától az okkersárgáig változhat, a szegélynél és a középsó részen egy pirosas-barna sávval. A hátsó szárnyak okker színűek és a szegély sötét barnás.
- hernyó: a kifejlett hernyó halványzöld színű, egy világos vonal a hátsó részén, fehéres színű csíkokkal.

## Életmódja
- nemzedék: egy nemzedékes faj, júniustól szeptemberig rajzik. A lepkék egyaránt aktívak nappal és éjszaka és a vastövű imola (Centaurea scabiosa), réti imola (Centaurea jacea), kígyószisz (Echium vulgare), mezei varfű (Knautia arvensis) nektárjával táplálkoznak.
- hernyók tápnövényei: Elymus vagy a réti ecsetpázsit (Alopecurus pratensis). A nyár elején gubózik be egy lyukban a földbe. A tojás telel át.

## Fordítás
Ez a szócikk részben vagy egészben  az   Ockerfarbene Quendeleule című német Wikipédia-szócikk fordításán alapul.  Az eredeti cikk szerkesztőit annak laptörténete sorolja fel. Ez a jelzés csupán a megfogalmazás eredetét és a szerzői jogokat jelzi, nem szolgál a cikkben szereplő információk forrásmegjelöléseként.